# Eugène Chassaing
Pour les articles homonymes, voir Chassaing.
Jacques Antoine Eugène Chassaing, né le 7 juillet 1876 à Brousse dans le Puy-de-Dôme et décédé le 1er mars 1968 au Kremlin-Bicêtre, est un homme politique français.

## Biographie
Issu d'une vieille famille auvergnate de cultivateurs et d'aubergistes, il est élève à l'école communale de Brousse. À la suite de l'obtention de son certificat d'études, il entre au collège jésuite Saint-Pierre de Courpière. Effectuant ses études secondaires au lycée Blaise Pascal à Clermont-Ferrand, il en sort bachelier en 1895 et s'inscrit à la faculté de médecine.
Après des études à l'École de médecine de Clermont-Ferrand, il va à la faculté de médecine de Paris. Le 13 juin 1901, il soutient une thèse de physique biologique sur Les Erreurs des tracés pour l'enregistrement des mouvements d'ordre physiologique. Reçu interne à l'Hôtel-Dieu de Clermont-Ferrand, il n'exerce pas ces fonctions en raison du transfert de son dossier à la faculté de médecine de Paris. Reçu médecin sanitaire maritime, il revient sur ses terres d'origines, d'abord comme remplaçant à Saint-Anthème puis, après un voyage au long cours en Extrême-Orient, il s'établit comme médecin à Ambert.
Investi en politique, il milite parallèlement au Parti républicain, radical et radical-socialiste. Sous cette étiquette, il est élu conseiller municipal et premier adjoint au maire de Saint-Anthème, fonctions qu'il occupe entre 1904 et 1908.
En 1909, il se porte candidat à la succession du député Sabaterie, élu sénateur le 3 janvier. Lors de l'élection partielle du 7 mars, il est élu dès le premier tour avec 8 378 voix contre 5 299 à son principal concurrent sur 14 252 votants. Il sera réélu le 24 avril 1910, toujours au premier tour de scrutin, par 9 635 voix sur 14 227 votants et le 26 avril 1914, encore dès le premier tour, par 7 761 voix sur 14 932 votants. En 1910 également, il est élu conseiller général de Saint-Anthème, mandat qu'il occupera jusque dans les années 1960 (il sera à chaque fois élu dès le premier tour).
Pendant la Première Guerre mondiale, il s'engage comme médecin aide-major de deuxième classe. Affecté aux ambulances chirurgicales, il promeut le transport des blessés par avion. Ses initiatives lui valent la croix de guerre et d'être considéré comme le père de l'aviation sanitaire.
Candidat aux élections législatives du 16 novembre 1919 sur une liste d'« Union républicaine et de réorganisation nationale », il est battu avec 34 761 voix sur 111 873 votants, mais retrouve, dès le premier tour, son siège le 11 mai 1924 sur une liste d'Union des gauches, avec 79 179 voix sur 128 174 votants. Réélu au deuxième tour de scrutin lors des élections du 22 et du 29 avril 1928 par 7 422 sur 14 032 votants, il devient sénateur le 6 juillet 1930, au premier tour de scrutin, par 614 voix sur 1 111 votants, à nouveau en remplacement de M. Sabaterie, décédé, qu'il avait remplacé 21 ans plus tôt à la Chambre des députés, et démissionne de son mandat de député le 25 novembre. Il rejoint le groupe de la Gauche démocratique.
Réélu le 20 octobre 1935, au troisième tour de scrutin, par 579 voix sur 1 121 votants, il prend également la présidence du conseil général du Puy-de-Dôme et de la Fédération républicaine, radicale et radicale-socialiste du Puy-de-Dôme, en novembre, après la mort de Philippe Marcombes et le retrait d'Étienne Clémentel. Lors de l'assemblée générale du 11 juin 1939, il devient coprésident de la fédération. Seuls des onze parlementaires du Puy-de-Dôme (le socialiste Adrien Mabrut étant prisonnier en Allemagne), il ne vote pas la remise des pleins pouvoirs au maréchal Pétain le 10 juillet 1940, s'abstenant volontairement — quatre élus auvergnats votent contre. Le régime de Vichy le démet alors de ses fonctions de conseiller général, mais le maintient dans celles de sénateur.
Après la Seconde Guerre mondiale, il retrouve la Chambre des députés lors des élections du 2 juin 1946, élu sur la liste de Rassemblement des gauches républicaines conduite par le républicain-socialiste Alexandre Varenne, qui remporte 51 424 suffrages sur 238 919 votants. Réélu sur une liste de Rassemblement des gauches républicaines le 10 novembre 1946 par 49 355 voix sur 225 380 votants et le 17 juin 1951 par 31 644 voix sur 222 807 votants, il ne se représente pas aux élections législatives du 2 janvier 1956 mais demeure conseiller général et président du Conseil général de 1949 à 1964.
Il meurt en 1968, dans sa 92e année.

## Décorations
- Croix de guerre 1914–1918
- Médaille d'honneur départementale et communale, échelon or (1960)[4]

## Sources
- « Eugène Chassaing », dans le Dictionnaire des parlementaires français (1889-1940), sous la direction de Jean Jolly, PUF, 1960 [détail de l’édition]